# アブストラクト・ナンセンス
アブストラクト・ナンセンス（英：abstract nonsense、抽象的ナンセンス）とは、圏論におけるある種の概念や議論を表すのに数学者が好んで使う表現である。
この表現は数学者ノーマン・スティーンロッドによって作られたと信じられている。なおスティーンロッド自身、圏論的視点を築いた一人である。この表現は軽蔑的な称号というよりは、数学的（特に圏論的）にいかに洗練されているか、クールであるかを示すためにアブストラクト・ナンセンスの実践者自身によって用いられるものである。
数学におけるある種のアイデアや構成は多くの領域にわたって有効であり、圏論はそれらを統一的にとらえる枠組みを与える。そのような場合数学者は詳細の入り組んだ議論に立ち入らず、「何々はアブストラクト・ナンセンスにより真である」などとしてしまうのである。典型的な例としては図式追跡を用いた議論、普遍性の導入と応用、関手の自然変換の定義、米田の補題の利用、などなど。
他にも抽象的論法に対する批評でこれほどは好意的でないようなものが記録に残っているのだが、数学の隠語としての地位を獲得するには至っていない。例えば、パウル・ゴルダンは不変式論に於けるダフィット・ヒルベルトの証明をして「これは数学ではない！これは神学だ！」などと述べている。
（en:abstract_nonsense （10:27, 9 November 2005）より翻訳）

## 注
1. ↑  リード, C. (2010). ヒルベルト：現代数学の巨峰. 岩波現代文庫. 学術 240. p. 66. ISBN 978-4-00-600240-4